# Ankara Atatürk Lisesi
L'Ankara Atatürk Lisesi (Liceo Ankara Atatürk), è un Liceo anatolico situato vicino al distretto di Sıhhiye a Çankaya, Ankara.

## Storia
Fondata nel 1886 come Ankara İdadisi, la scuola ha cambiato il suo nome più volte attraverso la sua storia, rispettivamente, era conosciuta come Ankara İdadisi (1886-1908), Ankara Sultanisi (1908-1924), Ankara Erkek Lisesi (1924-1938) e Ankara Atatürk Lisesi (1938-oggi). È anche noto con il nome di Taş Mektep.
L'edificio che ospita il liceo venne rifatto tra il 1937 e il 1938 su progetto degli architetti tedeschi Bruno Taut e Franz Hillinger. 
Il progetto mostra una dinamicità che supera la tendenza più formale di architetti che operavano allora in Turchia quali Clemens Holzmeister. L'edificio si dimostra infatti adeguato ai vincoli piuttosto complessi legati al sito di costruzione e la sua progettazione evita di dare priorità alle forme geometriche a scapito della funzionalità.
Il liceo seleziona oggi i suoi studenti con la prova standardizzata dell'esame nazionale delle scuole superiori anatoliche.

## Collegamenti internazionali
Il liceo è considerato dall'Università di Birmingham tra le scuole turche prestigiose ai fini delle domande di accesso ai propri corsi.
Durante l'estate vi si tengono corsi di approfondimento linguistico sponsorizzati dal Dipartimento di Stato degli Stati Uniti d'America tramite l'ECA (Bureau of Educational and Cultural Affairs).
A partire dal 2005 il liceo Atatürk è inoltre una della due sole scuole pubbliche turche dove è possibile seguire corsi di spagnolo.